# Портер, Лиза
Лиза Портер (англ. Lisa J. Porter) — американский государственный деятель, директор IARPA с 2008 года.
Получила степень бакалавра в области ядерной энергетики в Массачусетском технологическом институте и докторскую степень по прикладной физике в Стэнфордском университете. Является автором более 25 публикаций по различным техническим дисциплинам, включая атомную энергетику, физику Солнца, физику плазмы, компьютерное моделирование материалов, обнаружение взрывчатых веществ и других.
Портер работала в должности старшего научного сотрудника в Управлении перспективных технологий DARPA. В этой должности она инициировала и руководила выполнением ряда интеграционных мультидисциплинарных программ, в частности, программы по реконструкции лопастей вертолётов для снижению уровня шума и программы по снижению трения на морских платформах.
Из DARPA Портер перешла в НАСА на должность заместителя администратора Директората исследований по аэронавтике. В её обязанности входило управление портфелем исследовательских проектов агентства (фундаментальные исследования по аэронавтике, авиационной безопасности и национальной аэрокосмической безопасности) и разработка стратегических направлений развития НАСА.
В январе 2008 года по рекомендации Директора Национальной разведки США назначена директором незадолго до этого созданного Агентства передовых исследований в сфере разведки — аналога DARPA для разведывательного сообщества США.